# Lecorci
Vodopády Lecorci (italsky Cascate di Lecorci) se nacházejí v lokalitě Sorgiulai a Mercudalè v obci Ulassai v provincii Nuoro na Sardinii. Vody tryskají z nízkého úbočí hory Tacco, vyvěrají z impozantních jeskyní Su Marmuri, klesají v několika říčkách v lokalitě Molinus-Comida-lecca, až se po třech kilometrech spojují s vodami dalšího vodopádu v téže vesnici: vodopádů Lequarci, po nichž prudce tečou dalších 75 m a pak se vlévají do malých jezer. Lze je pozorovat pouze v období silných dešťů.